# Philip Kiriakis
Philip Kiriakis is een personage uit de soapserie Days of our Lives. Philip werd op het scherm geboren op 21 februari 1995. In 1999 werd hij van vier jaar verouderd naar 15, dit was de meest drastische veroudering in de geschiedenis van Days tot dit record verpulverd werd in 2006 door EJ Wells die toen van 9 jaar naar ongeveer 30 jaar verouderd werd. Brandon Tyler speelde de tienerrol als eerste, maar werd al na enkele maanden vervangen door Jay Kenneth Johnson die tot december 2002 bleef. Kyle Brandt speelde de rol van 2003 tot oktober 2006 en Johnson nam voor de tweede keer de rol op in januari 2007. Johnson bleef tot 2011. In 2015 kwam het personage terug, dit keer gespeeld door John-Paul Lavoisier. 

## Personagebeschrijving
Philip kwam op een vreemde manier ter wereld. Kate Roberts en Victor Kiriakis wilden een kind, maar Kate kon niet meer zwanger worden. Ze ging naar een doktor om zich kunstmatig te laten bevruchten met het zaad van Victor. Het bevruchte ei belandde in de handen van Vivian Alamain die draagmoeder werd en zo Victor opnieuw voor zich wilde winnen. Vivian beviel van Philip en bleef hem altijd als haar kind zien. Als kind was Philip weinig op het scherm te zien en hij speelde pas een rol van betekenis toen hij 15 jaar werd in 1999.
Op de middelbare school werd Philip goed bevriend met de rijkeluiskinderen Jan Spears en Jason Welles. Het trio maakte er een sport van om nieuweling Chloe Lane te pesten met haar uiterlijk. Na een weddenschap met zijn neefje Shawn moest Philip Chloe mee uit nemen naar het schoolbal. Hij schaamde zich, maar Chloe onderging inmiddels een metamorfose en veranderd van een lelijke grijze muis in een ware vamp. Philip werd verliefd op haar. Toen Chloe ontdekte dat alles een weddenschap was beschuldigde ze Philip valselijk van verkrachting. Ze verzoenden zich maar nadat op het volgende schoolbal een jaar later er naaktfoto's van haar verschenen dumpte ze Philip.
Philip probeerde haar terug te veroveren maar toen hij doorhad dat Chloe verliefd was op Brady Black verliet hij Salem om bij de marine te gaan.